# Rivière Neigette (La Mitis)
Pour les articles homonymes, voir Neigette.
La rivière Neigette est un affluent de la rivière Mitis située dans la région administrative du Bas-Saint-Laurent, au Québec, au Canada. La rivière coule vers le nord-est entre le Grand lac Neigette à Lac-des-Eaux-Mortes jusqu'à son embouchure sur la rive ouest de la rivière Mitis à Sainte-Angèle-de-Mérici.

## Géographie
La rivière Neigette prend sa source à l'embouchure du Grand Lac Neigette (longueur : 3,6 km ; altitude : 251 m) dans les monts Notre-Dame. Cette source est située à 4,9 km au nord-est de la limite de la municipalité régionale de comté (MRC) de Rimouski-Neigette, à 29,2 km au sud-est du littoral sud-est du fleuve Saint-Laurent et à 11,4 km au sud-ouest du centre du village de Les Hauteurs.
Les principaux affluents du lac sont : la décharge du lac Hudon et du Petit lac Hudon (venant du nord-est), la décharge du Lac Ouellet (venant du sud) et la décharge du Lac à Foin (venant du sud-ouest et se déversant tout près de l'embouchure). Un hameau comportant de chalets a été aménagé sur la rive est du lac.
Cours supérieur de la rivière (segment de 11,2 km)
À partir de l'embouchure du Grand lac Neigette, la rivière Neigette coule sur :
- 1,6 km vers le nord-ouest, jusqu'à la rive sud du Petit lac Neigette ;
- 2,9 km vers le nord, en traversant le Petit lac Neigette (longueur : 2,9 km ; altitude : 245 m) sur sa pleine longueur, jusqu'au pont routier, situé à l'embouchure du lac ;
- 1,9 km vers le nord, jusqu'à la limite de la MRC de Rimouski-Neigette ;
- 1,6 km vers le nord, jusqu'à la route ;
- 3,2 km vers le nord, en recueillant les eaux de la décharge du lac à la Truite (venant du sud-ouest), jusqu'à la confluence de la rivière Noire (venant du sud-est).

Cours intermédiaire de la rivière (segment de 15,1 km)
À partir de la confluence de la rivière Noire, la rivière Neigette coule sur :
- 1,6 km vers le nord, jusqu'à la route de la Rivière-Noire qu'elle coupe à 0,6 km au sud-est du village Le Petit-Saint-Marcellin ;
- 0,9 km vers le nord, jusqu'à la route 234 qu'elle coupe à 0,5 km au nord-est du village Le Petit-Saint-Marcellin ;
- 2,0 km vers le nord-ouest, jusqu'à la confluence du ruisseau du lac Noir (venant du sud-ouest) ;
- 1,3 km vers le nord-ouest, en traversant plusieurs chutes, jusqu'à la confluence de la décharge du Lac des Joncs et du Lac Brisson ;
- 1,3 km vers le nord-ouest, jusqu'à un pont routier ;
- 1,3 km vers le nord-ouest, jusqu'à limite de la municipalité de Saint-Anaclet-de-Lessard ;
- 2,1 km vers le nord-ouest, en formant la limite entre les municipalités de Saint-Gabriel-de-Rimouski et de Saint-Anaclet-de-Lessard ;
- 1,1 km vers le nord-ouest, jusqu'à la confluence de la rivière Paquet (venant du nord-est) ;
- 1,1 km vers le nord-ouest, jusqu'à un pont routier reliant la route du Fourneau-à-Chaux et le secteur est de la rivière Neigette ;
- 4,6 km vers le nord, en serpentant jusqu'au pont couvert du chemin du 2e rang de Neigette Est ;
- 0,8 km vers le nord, en serpentant jusqu'à la confluence de la Petite rivière Neigette (venant du sud-ouest) et du ruisseau Hallé (venant du nord-ouest).

Cours inférieur de la rivière (segment de 30,9 km)
À partir de la confluence de la Petite rivière Neigette, la rivière Neigette coule sur :
- 0,9 km vers l'est, en formant une boucle vers le sud, jusqu'à la limite de la MRC de La Mitis ;
- 8,6 km vers le nord-est, jusqu'à la confluence du ruisseau Georges-Henri-Bérubé (venant de l'ouest) ;
- 0,8 km vers le nord, jusqu'à la confluence du ruisseau des Sauvages ;
- 10,0 km vers le nord-est, en passant au nord du village de Saint-Donat et en serpentant jusqu'à la confluence du ruisseau Pelletier (venant du sud) ;
- 4,6 km vers l'est, en serpentant jusqu'à la limite de la municipalité de Sainte-Angèle-de-Mérici ;
- 2,4 km vers l'est, en formant une boucle vers le nord, jusqu'au pont de la route 298 ;
- 2,1 km vers l'est, en formant une grande boucle vers le sud, jusqu'à la confluence de la rivière Rouge ;
- 1,5 km vers le nord-est, jusqu'à sa confluence[2].

La rivière Neigette se déverse sur la rive ouest de la rivière Mitis, face à la pointe des Avocats.

## Toponymie
Le toponyme « rivière Neigette » a été officialisé le 5 décembre 1968 à la Commission de toponymie du Québec.